# 940 Kordula
A 940 Kordula (ideiglenes jelöléssel 1920 HT) egy kisbolygó a Naprendszerben. Karl Wilhelm Reinmuth fedezte fel 1920. október 10-én, Heidelbergben.